# Stjepan Čordaš
Stjepan „Charlie“ Čordaš (* 18. November 1951 in Osijek) ist ein ehemaliger jugoslawischer Fußballspieler und -trainer.

## Spielerkarriere

### Vereine
In Osijek geboren, in der Stadt das Fußballspielen erlernt und in dieser die erste Trainertätigkeit ausgeübt – das ist Stjepan Čordaš. Aus der Jugendmannschaft des NK Osijek hervorgegangen, rückte er noch keine 17 Jahre alt in die Erste Mannschaft auf. Für diese kam er zunächst von 1968 bis 1977 zum Einsatz, neun Jahre lang in der 2. Jugoslawischen Liga und mit dem Aufstieg nach 21 Jahren – 1955/56 war der Verein noch unter dem Namen NK Proleter Osijek abgestiegen – drei Jahre in der 1. Jugoslawischen Liga. Als Neuling in einem Teilnehmerfeld von 18 Mannschaften konnte die Spielklasse auf Platz 13 gehalten werden; diesen nahm sie auch in der Folgesaison ein. Am Saisonende 1979/80 stieg er mit seiner Mannschaft ab, spielte eine Saison lang in der 2. Jugoslawischen Liga und – Aufstieg bedingt – eine nochmals in der 1. Jugoslawischen Liga. Čordaš, läuferisch sehr schnell, ein exzellenter Dribbler und ein guter Torschütze, bestritt 502 Spiele für seinen Verein. 
Im Jahr 1980 begab er sich erstmals ins Ausland; laut den Regularien des jugoslawischen Fußballverbandes durften seinerzeit nur Spieler bei ausländischen Vereinen Verträge unterschreiben, die das 28. Lebensjahr vollendet hatten und eine schriftliche Genehmigung des jeweiligen jugoslawischen Vereins hatten. 
In den Vereinigten Staaten spielte er von 1980 bis 1984 für die Buffalo Stallions in der Major Indoor Soccer League. In seiner ersten Saison erzielte er 40 Tore in 36 Hallenspielen, in seiner letzten mit 36 Toren in 45 Hallenspielen avancierte er zum erfolgreichsten Torschützen seiner Mannschaft; insgesamt bestritt er 108 Hallenspiele, in denen er 93 Hallentore erzielte.

### Nationalmannschaft
Čordaš spielte im Jahr 1974 für die Amateurnationalmannschaft Jugoslawiens im Wettbewerb um den UEFA-Amateur-Cup. Am 28. April erreichte seine Mannschaft – nachdem sie sich zuvor im Halbfinale mit 2:1 gegen die Amateurnationalmannschaft Spaniens durchgesetzt hatte – das Finale. Die Begegnung in Rijeka gegen die Amateurnationalmannschaft Deutschlands wurde aufgrund des morastigen Spielfeldes nach Regenschauern nicht ausgetragen und beide Mannschaften zu Siegern erklärt.

### Erfolge
- Europameister der Amateure 1974

## Trainerkarriere
Acht Jahre nach Beendigung seiner Spielerkarriere und dem zwischenzeitlichen Erwerb der Trainerlizenz übernahm er 1992 bei der Premiere der 1. HNL, der höchsten Spielklasse im kroatischen Fußball, den NK Osijek und führte ihn auf den dritten Platz von zwölf Mannschaften. Zwölf Jahre später war er in der Saison 2004/05 ein zweites Mal Trainer dieses Vereins.
Im Jahr 2007 war er gleich für drei Vereine kurzfristig tätig: Erstligist NK Kamen Ingrad (26. Januar bis 16. April), Zweitligist NK Hrvatski dragovoljac (1. bis 30. Juli), Zweitligist NK Croatia Sesvete (30. Oktober bis 10. Januar 2008), der am Saisonende als Erstplatzierter in die 1. HNL aufstieg. Vom 3. Juni bis zum 4. September 2008 trainierte er den NK Međimurje Čakovec, bevor er vom 29. März bis 30. Juni 2009 für den NK Samobor Verantwortung übernahm. Zwei Saisons lang war er als Nachwuchskoordinator des Vereins tätig.
Erneut mit dem NK Hrvatski dragovoljac, Erstligaabsteiger, (21. August bis 13. September 2011) und dem in der 3. HNL West spielenden NK Samobor (1. Juli bis 31. August 2012) sowie erstmals mit dem Zweitligisten HNK Segesta Sisak (5. Oktober bis 18. November 2015) folgten in vier Jahren seine letzten drei Vereine.

### Erfolge
- Meister 2. HNL 2008 und Aufstieg in die 1. HNL (mit NK Croatia Sesvete)

## Anmerkung / Einzelnachweise
1. ↑  Statistik gilt nur für 1. Liga
2. ↑  Stjepan Čordaš auf nogomet.lzmk.hr
3. ↑  generacije 77-85 – Bilderstrecke mit Čordašć und Erstligastatistik auf bijelo-plavi.com
4. ↑  Charlie Cordas auf statscrew.com

| Personendaten    | Personendaten                              |
| ---------------- | ------------------------------------------ |
| NAME             | Čordaš, Stjepan                            |
| ALTERNATIVNAMEN  | Čordaš, Charlie (Spitzname)                |
| KURZBESCHREIBUNG | jugoslawischer Fußballspieler und -trainer |
| GEBURTSDATUM     | 18. November 1951                          |
| GEBURTSORT       | Osijek                                     |